# Кривий (Хустський район)
Кривий — (угор. Krivej) — село в Липчанському старостинському окрузі в Хустській міській громаді в Закарпатській області в Україні.
Населення становить 158 осіб (станом на 2001 рік).
Село Кривий розташоване за 18 км на північний схід від Хуста та за 775 км від Києва.
Протяжність кордонів села Кривий
з півночі на південь 1 км 472 м. Із заходу на схід 937 м.
Найближчі населені пункти Осава, Липча, Липовець, Залом, Кошельово,

## Історія

### Перша згадка
Перші згадки про село датуються 1865 роком, як Krive.

### Попередня назва
- 1865 рік - Krive.
- 1898 рік - Krivej.
- 1944 рік - Krivi, Кривий.
- 1983 рік - Кривий, Кривой.

### Децентралізація
12 червня 2020 року Липчанська сільська рада, в ході децентралізації, об'єднана з Хустською міською громадою. 
22 липня 2022 року на засіданні III сесії Хустської міської ради VIII скликання в селі вулиця Матросова перейменована в вулицю Тиху.

## Населення
1989 рік - 323 особи, серед них — 156 чоловіків і 167 жінок.
2001 рік - 158 осіб.
Рідною мовою назвали:
| Мова       | Кількість осіб | Відсоток |
| ---------- | -------------- | -------- |
| українська | 158            | 100,00%  |

## Поштовий індекс 90418
Поштовий код 90418 належить до індексів село Кривий та обслуговує жителів 1 вулиць та 43 адрес. (Станом на 09.09.2023 р.)

## Клімат
| Клімат Кривого          | Клімат Кривого | Клімат Кривого | Клімат Кривого | Клімат Кривого | Клімат Кривого | Клімат Кривого | Клімат Кривого | Клімат Кривого | Клімат Кривого | Клімат Кривого | Клімат Кривого | Клімат Кривого | Клімат Кривого |
| Показник                | Січ.           | Лют.           | Бер.           | Квіт.          | Трав.          | Черв.          | Лип.           | Серп.          | Вер.           | Жовт.          | Лист.          | Груд.          | Рік            |
| Середній максимум, °C   | 0,0            | 2,1            | 8,0            | 14,6           | 19,9           | 22,7           | 24,4           | 24,1           | 20,1           | 14,5           | 7,1            | 2,0            | 13,3           |
| Середня температура, °C | −3,3           | −1,3           | 3,6            | 9,3            | 14,3           | 17,2           | 18,8           | 18,4           | 14,6           | 9,4            | 3,8            | −0,7           | 8,7            |
| Середній мінімум, °C    | −6,5           | −4,7           | −0,8           | 4,1            | 8,7            | 11,8           | 13,2           | 12,7           | 9,2            | 4,3            | 0,5            | −3,4           | 4,1            |
| Норма опадів, мм        | 48             | 42             | 43             | 53             | 78             | 98             | 86             | 76             | 51             | 46             | 53             | 63             | 737            |
| ----------------------- | -------------- | -------------- | -------------- | -------------- | -------------- | -------------- | -------------- | -------------- | -------------- | -------------- | -------------- | -------------- | -------------- |
| Джерело:                |                |                |                |                |                |                |                |                |                |                |                |                |                |